# Zaitunia medica
Pour les articles homonymes, voir Medica.
Espèce
Zaitunia medica est une espèce d'araignées aranéomorphes de la famille des Filistatidae.

## Distribution
Cette espèce est endémique de la province d'Ispahan en Iran,.

## Description
La femelle décrite par Zonstein et Marusik en 2016 mesure 8,00 mm.

## Publication originale
- Brignoli, 1982 : Contribution à la connaissance des Filistatidae paléarctiques (Araneae). Revue Arachnologique, vol. 4, p. 65-75.